# محمود سعيد (ممثل)
محمود سعيد (1360- 1436هـ / 1941- 2014م)، ممثل فلسطيني ومعلِّق صوتي.

## سيرته
ولد محمود سعيد في مدينة يافا الفلسطينية، يوم الاثنين 26 ذي القعدة 1360هـ الموافق 15 ديسمبر 1941م، وانتقل في سنِّ السابعة للعيش مع والدته في مدينة صيدا في جنوب لبنان، فيما كان أشقاؤه يجاهدون في «جيش الإنقاذ» دفاعًا عن فلسطين التي هجَّر العدو الإسرائيلي أهلها في عام 1948.
أدى دور خالد بن الوليد في فلم مصطفى العقاد الرسالة، اتجه بعد الحرب الأهلية إلى الأردن وأدى عددًا كبيرًا من المسلسلات، منها: (عذاب)، ثم عاد إلى لبنان. يمتاز بصوت ذي نبرة خاصَّة.

## حياته العملية
ممكن لأي مستمع أن يميز صوت محمود سعيد من بين كل الأصوات. إنه صاحب الحنجرة الرخيمة التي جعلته، إلى جانب موهبته، نجماً من دون منازع في عشرات المسلسلات التلفزيونية والإذاعية الدرامية و«البدوية» التي سُجّل له إطلاق مجدها. بطل «فارس ونجود» الذي ترك بصمات في وعي المشاهد التلفزيوني اللبناني والعربي، خصوصاً في فترة السبعينيات، ولد في مدينة يافا الفلسطينية عام 1941. في سنّ السابعة، حملت الوالدة (وهي من آل البنّي البيروتيين)، أصغر أبنائها وأتت به إلى صيدا، فيما كان أشقاؤه يجاهدون في جيش الإنقاذ دفاعاً عن فلسطين التي هجّر العدو الإسرائيلي أهلها عام 1948.
وبسبب وفاة الوالد، سجّلته أمه في «دار الأيتام الإسلامية» حيث تابع دروسه حتى المرحلة الثانوية، والتحق بمدارس «الأونروا»، ليدرس فيها حتى السنة الثانوية الثانية، «ومن بعدها صرت أشتغل على نفسي في الدراسة واللغة».
في ذلك الوقت، كان يتردد على دار الأيتام رئيس قسم المذيعين في «الإذاعة اللبنانية» شفيق جدايل لينظم عملاً مسرحياً في نهاية كل عام دراسي. هناك، اكتشف جدايل موهبة الطفل محمود في التمثيل والأداء، «وصار ينسب إليّ أدوار البطولة في عدد من المسرحيات». 
في 1959، لم يتردد الشاب المولع بالفن في التقدم إلى مباراة أجرتها «الإذاعة اللبنانية» لممثلين وإذاعيين. كانت اللجنة تتألف من إيلي ضاهر ووجيه ناصر ونزار ميقاتي ومحمد شامل وغيرهم، واختير محمود سعيد الجارية ليكون ممثلاً ومؤدياً في الإذاعة. «ما أن سلكت درب الفنّ، حتى أطلقت على نفسي اسم محمود سعيد، وساعدني أنّ القيّمين على برامج الإذاعة هم أهمّ الذين خلقوا الفن الإذاعي في العالم العربي، مثل: عبد المجيد أبو لبن، وصبحي أبو لغد، وغانم الدجاني، وكامل قسطندي، وصبري الشريف. تعلمت اللغة ومخارج الحروف من هؤلاء، مستنداً إلى رصيد كبير من سماع تلاوة القرآن في بيتنا بصوت شقيقي ومن قراءات لم أزل أواظب عليها حتى الآن».
في تلفزيون لبنان، كانت إطلالته الأولى عام 1961 بجملة «بدوية» وحيدة في برنامج «من وحي البادية» أسندها إليه رشيد علامة يقول فيها: «إنْ ما تْرِيدون النُّوْم غيركُم يْريد يْنام». وبين إطلالات في مسلسلات «أبو ملحم» إلى «حكمت المحكمة» و«مسرح الخميس» و«بيروت في الليل» وتقديم شخصيات مثل: الاسكندر المقدوني وعمر الخيّام؛ راح رشيد علامة يختاره في أكثر من عمل لـ«تلفزيون لبنان والمشرق» مثل «سرّ الغريب» (1967) من إخراج أنطوان ريمي وإعداد السيناريست جلبهار ممتاز، وهو أول مسلسل باللغة العربية الفصحى. في هذه الفترة، كانت له مشاركات سينمائية في عدد من الأفلام مثل «عنتر يغزو الصحراء» (1960) و«غارو» (1965) و«صقر العرب» (1968) و«أسير المحراب» (1969).
بعد فترة، سيصبح تلفزيون لبنان محوراً محلياً وعربياً، وسيعرض مديروه على محمود سعيد عقد «احتكار» لصالح المحطة، مقابل ثلاثة مسلسلات في العام الواحد «ويترك لي أمر تحديد الكاتب والممثلين ونوعية العمل وأن أشرف على الإنتاج التنفيذي... هكذا كرّت سبحة الأعمال التي أطلقتني أكثر فأكثر محلياً وعربياً».
في 1970، امتدت شهرة محمود سعيد في المغرب وشمال أفريقيا مع تأديته البطولة في مسلسل «التائه» المقتبس عن رواية إميلي برونتي «مرتفعات ويذرنغ». «حقق لي هذا المسلسل المقدم بالعربية الفصحى نقلة كبيرة، خصوصاً بعد عرضه في تلفزيون المغرب وشمال أفريقيا، حيث تلقفه السكان لأنهم يعرفون كثيراً عن الرواية الأصلية. عندما زرت تلك المنطقة وجدت الناس ينادونني باسمي في المسلسل، «غريب»... لازمني هذا الاسم فترة طويلة، حتى هنا في لبنان». بعد «التائه»، قدّم في برنامجه «من تراثنا» (1970) 18 شخصية تاريخية منها ابن سينا، والرازي، وابن خلدون، والفارابي. كما قدّمه أنطوان ريمي في مسلسل «السراب» مع زوجته هند أبي اللمع في إطلالتها الأولى وجمعهما أيضاً في مسلسل «غروب»، إلى أن جاء المسلسل البدوي الأول في العالم العربي «فارس ونجود» (1974) الذي تقاسم فيه دور البطولة مع سميرة توفيق (اخراج إيلي سعادة عن نصّ لنزار مؤيد العظم). حقق مسلسل «فارس»، الشاب البدوي الأسمر، شهرة واسعة ظلت أصداؤها تتردد لسنوات طويلة وأسّست لمجموعة أعمال تلفزيونية وسينمائية على النمط البدوي تلقفتها المحطات العربية كافة، وقد شاركته سميرة توفيق بطولة معظمها. 
في عام 1976، قرّر المخرج السوري مصطفى العقاد تصوير فيلم «الرسالة» عن سيرة النبي محمد، وراح يختار شخصيات الفيلم من العالم العربي، فهمس له زميله على مقاعد الدراسة ومدير التلفزيون الكويتي محمد ناصر السنعوسي باسم محمود سعيد، فدعاه العقاد إلى لقاء في مكتبه في بيروت. لم يطلب العقاد من سعيد تقديم عرض تمثيلي، بل استمع إليه وهو يقرأ من سير الشخصيات التاريخية. «بعدها، اتصل بي وقال «اخترناك لتؤدي دور خالد بن الوليد في الفيلم». كانت فرحتي عارمةً حينها، وقد عاملني الرجل بكل تقدير واحترام... لن أنساه ما حييت».
كذلك، شارك في مجموعة من الأعمال عن فلسطين منها المسلسل التاريخي الضخم «وتعود القدس»، وفيلم «فداك يا فلسطين». وعندما اشتعلت الحرب الأهلية اللبنانية، غادر إلى أثينا حيث أقام ثلاث سنوات، ثم إلى الأردن حيث أقام نحو خمس سنوات قدم خلالها عدداً كبيراً من الأعمال التلفزيونية. أما في المسرح فقد شارك في أعمال مثل «المهرّج» لمحمد الماغوط، و«موسم الهجرة إلى الشمال» الطيب صالح وإخراج يعقوب الشدراوي، و«موقعة عنجر» من إخراج نزار ميقاتي، و«موال الأرض» مع عايدة عبد العزيز.

## حياته في قرية البستان
أقام في قرية البستان (بالقرب من قبرشمون)، حيث كان يمضي وقته بالتجول بالسيارة بين القرى القريبة «حتى بت أحفظ كل شجرة فيها، وكل سلحفاة وضفدعة ودجاجة»، ثم يحطّ رحاله في «مقهى أبو علي» قرب عاليه. «أحتسي القهوة ثم أعود إلى البيت لأنصرف إلى المطالعة... أنا نهم في القراءة». ولم يؤدي بعدها أي عمل فني. واظب على قراءة مجموعة من النصوص، «رفضت بعضها لأنه فيه الكثير من الإهانة لتاريخي الفني». آخر دور عُرض عليه في مسلسل خليجي، هو عبارة عن «سائق تاكسي عمومي، لبناني أعمل في إحدى دول الخليج، وأقل شخصاً من المطار إلى بيته، ثم أزوره مع زوجتي «السافرة» وابنتي التي ترتدي تنورة قصيرة! سألت المخرج: من كل تاريخي العظيم، لم ترَ لي نهاية إلا في عمل مثل هذا؟ هناك الكثير مثله للأسف!». يغضبه أنّ عقلاً واحداً يدير كل التلفزيونات العربية، لكن مع ذلك يقول: «لن أقطع الأمل». لا يرضيه ما يجري اليوم في العالم العربي تحت مسمّى «الربيع». يرى أنّ كل ما يجري «من فبركة أميركا وإسرائيل». يقول: «عدونا لا يريد لنا الحياة الحرة. يقتل كل شيء جميل فينا، وفي مقدمة تلك الثقافة، ونحنا ننساق إلى ما يخططه لنا عدونا من دون تردد». ويضيف: «أنا حزين على هذه الأمة. نقترب من مرور 100 عام على النكبة ولم نحقق شيئاً. صرنا نحو 400 مليون نسمة، وليس لدينا محطة أو جريدة نمون عليها في أميركا أو أوروبا لنوصل صوتنا إلى مجتمعاتهم ونقول رأينا ونشرح ظلمنا!».

## أعماله
- غزلان، (فيلم).
- الرسالة بدور خالد بن الوليد (فيلم)
- وادي الغزلان (بدوي).
- فارس ونجود، (مسلسل).
- ومضات من تاريخنا.
- العذاب، (مسلسل).
- المفسدون في الأرض (مسلسل).
- صقور الأرض إنمي كرتون بدور الراوي
- عنتر فارس الصحراء مع سميره توفيق ( فلم )
- فيلم بيتنا. مقدم صوتي للنسخة العربية (وثائقي)
- خيال العوجا (سهرة بدوية)
- الغدير، (مسلسل)

## وفاته
توفي محمود سعيد في بيروت، يوم الثلاثاء 8 ربيع الأول 1436هـ الموافق 30 ديسمبر 2014 عن عمر ناهز 74 عامًا، بعد صراع مع المرض. صُلِّي عليه في جامع الخاشقجي في بيروت، ودُفن في مقبرة شهداء فلسطين قرب مخيم شاتيلا.

## وصلات خارجية
- محمود سعيد على موقع قاعدة بيانات الأفلام العربية